# Arcani (Gorj)
Pour les articles homonymes, voir Arcani.
Arcani est une commune roumaine située dans le județ de Gorj.